# Чорний напій

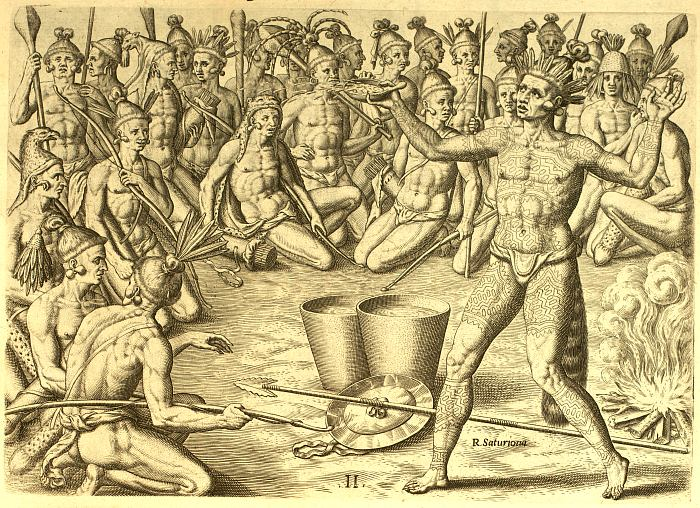
Вождь Сатуріва готує своїх воїнів до битви. Табличка XI з гравюри «Форт Керолайн» Жака Ле Муана і Теодора де Брі.

Чорний напій — назва кількох видів ритуальних напоїв, які готують корінні американці на південному сході США. Народи ючі, кеддо, чикасо,, черокі, чокто, маскокі та деякі інші індіанці Південного сходу використовують чорний напій у своїх церемоніях очищення. Іноді його називали білим напоєм через асоціацію білого кольору з мирними лідерами в деяких індіанських культурах Південного сходу.
Процес приготування відрізняється між племенами та районами проведення церемоній. Основним інгредієнтом є обсмажені листки та стебла Ilex vomitoria (йопон) — рослини з роду Падуб, поширеної на узбережжі Мексиканської затоки. Також зазвичай чорний напій містить трави, що викликають блювання.

## Приготування

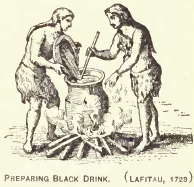
Приготування чорного напою, гравюра Джозефа-Франсуа Лафіто, 1723

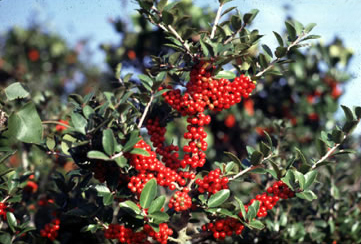
Падуб йопон

Згідно з етноісторичними записами, листя та стебла йопону для приготування чорного напою традиційно збирали якомога ближче до часу запланованого споживання. Після збирання їх злегка обсмажували в керамічному контейнері над вогнем, оскільки обсмажування підвищує здатність кофеїну розчинятися у воді (з цієї ж причини обсмажують кавові зерна). Після обсмажування їх кип'ятили у великих посудинах з водою, поки рідина не набувала темно-коричневого або чорного кольору, через що напій і отримав свою назву. Потім рідину зціджували, щоб вона трохи охолонула, і пили ще гарячою — це посилює ефект кофеїну, оскільки в киплячій воді він у 30 разів краще розчиняється, ніж у воді кімнатної температури. Готовий напій споживали в ритуальному порядку. Вважають, що його фізіологічні ефекти в основному пов'язані з великими дозами кофеїну. Для порівняння: три-шість чашок міцної кави містять 0,5–1,0 грамів кофеїну, а в чорному напої кофеїну міститься щонайменше стільки ж і, можливо, аж до 3,0–6,0 грамів. До подібних методів виготовлення напою вдавалися і європейські колоністи, які слідом за індіанцями називали його чорним напоєм, але використовували не для обрядового, а для звичайного, «світського» споживання.
Хоча загалом спосіб виробництва чорного напою відомий, збереглися не всі подробиці його приготування та обрядового вживання. Причини блювотного ефекту напою невідомі; історики, археологи та ботаніки роблять припущення з цього приводу. Деякі професіонали вважають, що це викликано додаванням отруйної рослини ліатрис. Сучасне приготування та вживання чорного напою корінними американцями задокументовано менше. Деякі індіанці розкритикували викладені в інтернеті рецепти цього напою, називаючи їх потенційно небезпечними, оскільки в наведених рецептах не враховано деякі ключові моменти зі знешкодження отрути, що міститься у плодах йопону. Одним із можливих наслідків вживання напоїв з листя падуба може бути ниркова недостатність. Втім, Адам Едвардс і Бредлі Беннетт, дослідивши хімічний вміст стебел, коріння та листя йопона, виявили, що єдиною потенційно токсичною речовиною у них є алкалоїд теобромін, але його кількість занадто низька для отруєння: один грам какао містить теоброміну в 2255 разів більше.

## Археологічні свідчення

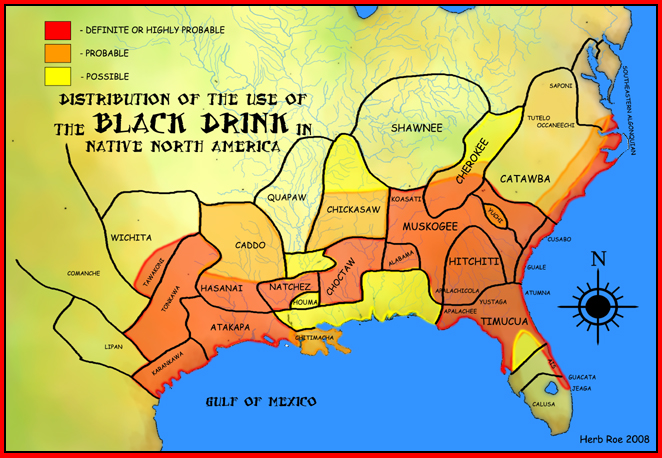
Карта географічного поширення чорного напою корінними народами Південно-східного Вудленду до виселення індіанців у XIX столітті

Археологи виявили ознаки вживання індіанськими племенами різних видів чорного напою, що сягають глибокої давнини, можливо, архаїчного періоду (VIII — середина II тисячоліття до н. е.). У високостатусних похованнях періоду Хоупвельської культури разом із похоронною керамікою та різьбленими кам'яними і мідними табличками часто виявляють чашки з мушель, що відомі за більш пізними ритуалами зі вживання чорного напою. Така значимість цих чашок може свідчити, що у той період споживання напою стало носити обрядовий характер. Можна припустити, що ці мушлі купували разом з йопоном, оскільки вони походять з одного географічного регіону. Протягом періоду культури Міссісіпі предмети, пов'язані з церемонією споживання чорного напою, поширилася на більшу частину півдня США — сотні їх зразків виявлено в Етова-Маундз, Спайроу-Маундз, Маундвіллі та на острові Хівассі.

### Чорний напій у Кахокії

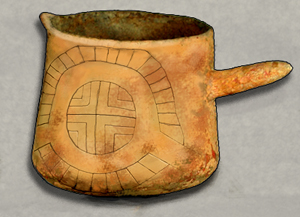
Керамічний кухоль з Кахокії з мотивами

У Кахокії, найбільшому поселенні культури Міссісіпі, розташованому поблизу сучасного міста Сент-Луїс, археологи виявили характерні і відносно рідкісні глиняні кухлі, датовані 1050—1250 роками нашої ери. Ці посудини являють собою маленькі круглі горщики з ручкою з одного боку і маленьким носиком з протилежного. До обпалення на поверхні кухлів вирізьблювали візерунки, що символізують воду та підземний світ, і нагадують аналогічні мотиви на мушлях, які використовувалися для споживання чорного напою в історичні часи. На внутрішніх поверхнях кухлів було виявлено рослинні залишки, тестування яких виявило теобромін, кофеїн та урсолову кислоту у пропорціях, відповідних вмісту цих речовин в рослинах Ilex vomitoria. Виявлення ознак використання чорного напою в районі Великої Кахокії свідчить, що воно почалося на кілька століть раніше, ніж вважалося. Також присутність напою за сотні миль за межами його природного ареалу на східному узбережжі та узбережжі Мексиканської затоки є свідченням значної торгівлі з південним сходом, яка також включала акулячі зуби та мушлі морських равликів.

### Чашки з мушель

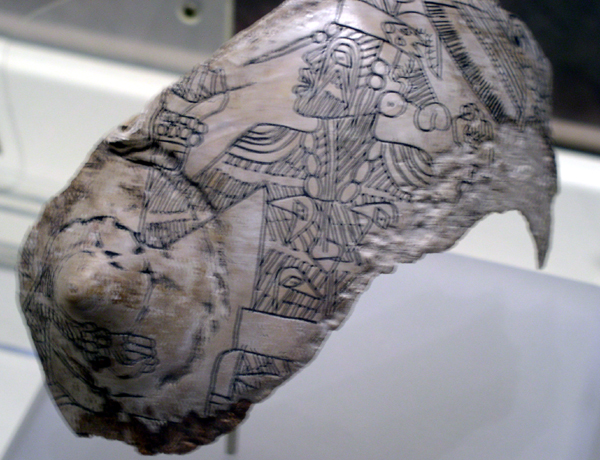
Різьблена черепашкова чашка зі Спайроу-Маундз

Історичні записи XVI та XVII сторіч описують ритуальне споживання чорного напою з використанням чашок з мушель морських молюсків. Визначено три види молюсків, мушлі яких використовувалися як такі чашки — Sinistrofulgur perversum, Cassis madagascariensis і Triplofusus giganteus. Найпоширенішими були мушлі Sinistrofulgur perversum, що є лівозакрученими (сіністральними) — можливо, це мало релігійне значення через асоціацію з танцями і ритуалами. Для виготовлення чашки колумела (центральний стовпчик, який проходить поздовжно вниз по мушлі) видалялася, а шорсткі краї шліфувалися. Після цього колумелу використовували як кулон. Подібні кулони є типовим мотивом, який часто проявляється у дизайні Південно-східного церемоніального комплексу. Зображення таких кулонів виявляють разом з зображеннями дволопатевих стріл, кам'яних булав, вушних плагів та намистин (всі ці мотиви ототожнюються з міфологічною фігурою сокола-танцівника/воїна/гравця в чанкі). Артефакти, виготовлені з цих мушель, виявляють до Вісконсина на півночі та до Оклахоми на заході. Кілька примірників чашок з Маундвілля та Спайро-Маундс мають на дні кільця залишків чорного кольору, що свідчить їх використання для ритуалів з чорним напоєм. Численні зразки чашок з мушель, виявлених у курганах культури Міссісіпі прикрашені різьбленням, характерним для зображень у Південно-східному церемоніальному комплексі. На кількох чашках зображено, судячи з усього, ритуальне вживання чорного напою, у тому числі сцени, які деякі антропологи інтерпретують як блювання міфологічних істот.

### Доіспанський південний захід США та північний захід Мексики
Аналіз зразків кераміки, виявлених на південному заході США та північному заході Мексики, показав присутність метилксантинів у співвідношенні, характерному для Ilex vomitoria. Крім того, це дослідження виявило також співвідношення метилксантинів, характерних для Theobroma cacao. У зазначених регіонах обидві ці рослини не ростуть, що свідчить про торгівлю з регіонами, у яких ці рослини поширені. Також хімічний аналіз дозволяє припустити, що приблизно з 1200 року споживання напоїв з какао збільшувалось, а з Ilex vomitoria — зменшувалось. Мушлі прісноводних молюсків з Техасу та Арканзасу, виявлені у Пуебло-Боніто, використовуються як можливий доказ купівлі Ilex vomitoria зі сходу. У Месоамериці також є кілька осередків Ilex vomitoria, тому достеменно невідомо походження тих рослин, що використовувалися для приготування чорного напою в зазначеному регіоні.

## Історичні свідчення
Ряд племен на південному сході Сполучених Штатів використовують той чи інший різновид чорного напою у своїх церемоніях. Задокументовано його вживання криками, черокі, чокто, аїсами, гуале, чикасо, чітімача, тімукуа тощо.
Ритуали різняться між різними племенами, але мають деякі спільні риси. Чорний напій найчастіше готують і п'ють чоловіки, але в деяких групах виявлено також його приготування та вживання жінками. Виселення племен у райони за межами природного ареалу Ilex vomitoria призвело до зменшення поширення чорного напою серед сучасних корінних американців.

### Аїси
У 1696 році Джонатан Дікінсон став свідком вживання напою з йопону флоридськими індіанцями племені аїс. Пізніше Дікінсон дізнався, що іспанці називають цю рослину «кассіна» (casseena). Аїси висушили листя в горщику, відварили, потім перелили отриману рідину у велику миску за допомогою тикви з довгою шийкою, невеликим отвором нагорі та отвором завширшки приблизно 50 мм збоку. Дікінсон підрахував, що в мисці було майже три галони напою. Коли рідина охолонула, мушлю з нею вручили вождю, він вилив частину на землю як благословення, а решту випив. Після цього по черзі обслугували наближених до вождя осіб. Чоловікам нижчого статусу, жінкам і дітям заборонялося торкатися напою або куштувати його. Протягом більшої частини дня вождь і його наближені особи сиділи, пили цей напій, курили і розмовляли. Увечері миску, в якій був напій, покрили шкірою, перетворивши на барабан. Під акомпанемент цього барабана та брязкалець аїси співали й танцювали до середини ночі.

### Черокі
Черокі вживають чорний напій з метою очищення організму під час ряду традиційних церемоній. Напій містить блювотні речовини, повний його рецепт не розголошується. Також у цих обрядах використовуються інші напої медичного характеру. Ilex vomitoria раніше не був характерний для території, де мешкали черокі до виселення, але був завезений до цього району через торгівлю, а згодом — акліматизований.

### Маскокі
У маскогі чорний напій має назву «асі». У церемоніях деяких культур, які вживають напій, після приготування його спочатку вручають людині з найвищим статусом, потім наступній за статусом і так далі. Коли наступає черга кожної людини пити, можуть виконуватися обрядові пісні. До вживання традиційно допускалися лише дорослі чоловіки. Ім'я вождя Оцеоли являє собою викривлене в англійській мові крикське «Asi-yahola», від «asi» (назва напою) та «yahola» («крикун»).

### Тімукуа

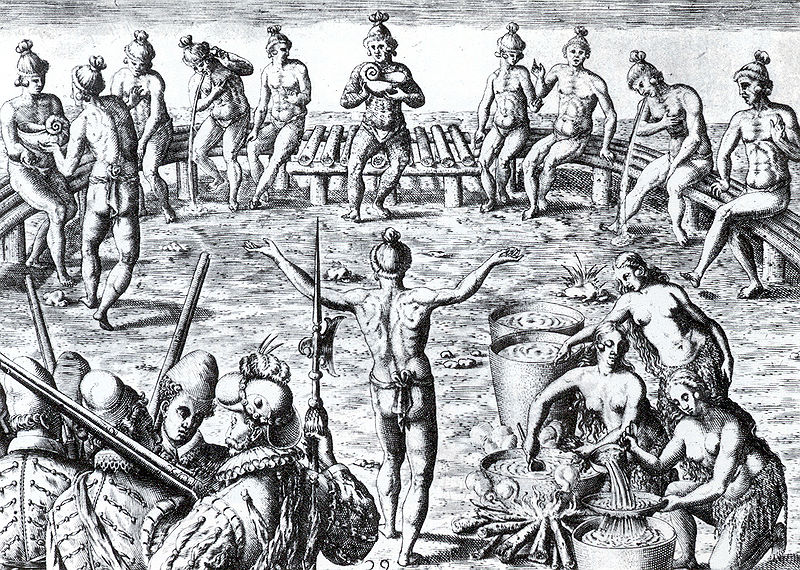
Гравюра Жака Ле Муана, що зображує ритуал індіанців тімукуа зі вживанням чорного напою

Поширений серед тімукуа різновид чорного напою називався іспанською «касіна» («cacina»); місіонер Франциско Пареха, що розробив для тімукуа писемність, передавав це слово мовою тімукуа як «casino». Приготування та вживання напою суворо обмежувалися будинком громадських нарад. Жінок (окрім тих, що іноді ставали вождями) зазвичай не допускали до будинку нарад, за винятком таких заходів, як танці, але до приготування касіни жінки допускалися. У 1678 році прикута до ліжка жінка-вождь отримала дозвіл варити та споживати касіну у своєму будинку за умови, що під час цього не буде присутній ніхто сторонній. Перший ковток чорного напою тімукуа називали «casinomucu», що значить «око касіни».

## Касіна або чай йопон
Після контакту європейців з племенами на території південного сходу теперішніх Сполучених Штатів, колоністи почали використовувати обсмажене листя йопону для приготування чаю, схожого на чорний напій, але не вдаючись до його ритуального вибльовування. Вживання чорного напою колоністами в Іспанській Флориді задокументовано ще в 1615 році. У звіті того року описано, що іспанці відчувають симптоми, які зараз можна трактувати як ознаки залежності від кофеїну через щоденне споживання напою, що у них називався «cacina» або «té del indio» (ісп. «індіанський чай»). Застосування колоністами Ilex vomitoria як трав'яного чаю і лікарського засобу в Північній та Південній Каролінах задокументовано на початку XVIII століття. В англомовних колоніях напій був відомий під назвами «касіна», «чай йопон», «індіанський чай», «каролінський чай» та «апалачський чай». Вважається, що він використовувався як сечогінний засіб. Наприкінці 1700-х років у Північній Кароліні вживання під час сніданку йопонового чаю було більш звичним, ніж справжнього. Окрім самостійного використання, європейські колоністи часто вживали чорний напій під час перемовин та договорів з індіанцями. Приготування напою європейськими колоністами було майже ідентичним тому методу, який використовували їхні сусіди-тубільці. Вважається, що споживали його і колоністи у Французькій Луїзіані, хоча документальних свідчень цього немає, окрім одного джерела, що описує його медичне використання з 1716 року.
Під час громадянської війни чай йопон використовувався як заміна кави та чаю на всьому Півдні. У Північній Кароліні йопон вживали в лікувальних цілях і просто як тонізуючий напій до кінця 1890-х років. На той час його використання вже було стигматизоване як звичка сільської бідноти. У джерелі 1928 року сказано, що масово споживати цей напій продовжують лише на острові Ноттс (Північна Кароліна). У міжвоєнний період дослідження Міністерство сільського господарства США показало використання касіни як замінника кави та чаю. Також у той же період було кілька спроб комерціалізації касіни. У 1973 році касіну подавали лише в ресторані «Pony Island» на острові Окракок (Північна Кароліна). На початку 2000-х років почалося відродження популярності чаю йопон, і тепер його можна придбати в Інтернеті та у кількох історичних локаціях, пов'язаних з корінними американцями.